# رنتسو روسلینی
رنتسو روسلینی (ایتالیایی: Renzo Rossellini؛ ‏تلفظ در ایتالیایی: [ˈrɛntso]؛ ‏ زادهٔ ۲۴ اوت ۱۹۴۱) یک تهیه‌کننده فیلم، فیلم‌نامه‌نویس اهل ایتالیا است.
از فیلم‌ها یا برنامه‌های تلویزیونی که وی در آن نقش داشته‌است، می‌توان به ما، زنان، پوست و عشق در بیست‌سالگی اشاره کرد.